# 陕西羽叶报春
陕西羽叶报春（学名：Primula filchnerae）为报春花科报春花属下的一个种。
1904年2月，德国探险家威廉·菲尔希纳（Wilhelm Filchner）在陕西秦岭南坡采集到该物种，1905年，植物学家赖因哈德·古斯塔夫·保罗·克努特发表该物种。该物种的模式标本保存在柏林-达勒姆植物园的植物标本馆，1943年3月1日夜至2日凌晨，该馆遭到盟军轰炸，有26000余份标本被损毁，其中包括这个模式标本。此后，很长一段时间没有再发现该物种，因此认为该物种已经灭绝。2015年，张建强等人在陕西重新发现了陕西羽叶报春。